# На горизонте
«На горизо́нте» — дебютный альбом пауэр-метал-группы «Арктида», выпущенный в 2008 году.

## История

### Альбом
Альбому «На горизонте» предшествуют ещё 3 демоальбома, которые были записаны ещё в Улан-Удэ. В третий демоальбом «Право сильного» (2006 г.) вошли песни «Уходи», «Осень», «Высота», «Новый день», «Нечего терять», «Забери свою свободу», которые позже были включены в дебютный альбом «На горизонте».
Деятельность группы в Улан-Удэ продолжалась до тех пор, пока гитарист Денис Бурлаков и клавишник Дмитрий Машков не отправились учиться в Москву. Здесь к «Арктиде» присоединились бас-гитарист Валерий Золотаев и барабанщик Александр Овчинников. Первая репетиция в Москве состоялась осенью 2006 года. Чуть позднее, в ноябре, ряды группы пополнил вокалист Константин Савченко (на демоальбомах песни исполнял Владимир Лебедев). Константин оказался ещё и композитором. Благодаря ему в репертуаре группы появилась баллада «Большая вода», композиция «На горизонте», который стал заглавным для дебютного полноформатного альбома, а также песня «Море водки».
8 октября 2008 года Арктида свет увидела пластинка «На горизонте», в которую вошли 17 треков (в том числе русскоязычная версия композиции «The Chosen ones» группы Dream Evil. Альбом издан на лейбле «Metalism Records»). 22 октября 2008 года в клубе «Точка» состоялась презентация альбома.
После выпуска пластинки группа активно концертировала и в то же время готовила материалы для нового альбома.

### Клип
В марте 2009 года группа начала работу над дебютным клипом. Съёмочной группой стала «May Production», им дали для прослушивания песни «Забери свою свободу», «На горизонте», «Большая вода», «Море водки», «Осень» и «Новый день», в результате чего была выбрана заглавная композиция альбома. Композиция была заново записана и пересведена.
После этого режиссёр Андрей Харзеев занялся написанием сценария, а клавишник Дмитрий Машков и продюсер клипа Мария Залуцкая — поисками места для съёмок. Цепи и кандалы заказывали у профессионального кузнеца, так что оковы в клипе были использованы не бутафорские, а настоящие. После месяца работы, в начале мая 2009 года, сценарий и смета всё-таки были утверждены, оставалось лишь найти место для съёмок. Им стал самолётный ангар на севере Москвы.
В июне 2009 года состоялись съёмки клипа, после чего ещё три месяца длился монтаж. Но предложенные версии не подошли, было принято решение искать нового монтажёра. В результате состоялась встреча музыкантов с Никитой Дейнего. Он наконец-то смог закончить монтаж и дополнить отснятое компьютерной графикой.
Дебютный клип «На горизонте» вышел 1 февраля 2010 года, и был запущен в ротацию нескольких телеканалов: «О2ТВ», «1Rock», «Триколор ТВ», «Муз-ТВ».

По замыслу режиссёров концепция клипа отражает стремление вырваться из рамок, уйти от стереотипов, преодолевая все жизненные преграды и двигаясь в стремлении к лучшему. Это касается каждого. «Не было сил, но дальше шёл, к светлой надежде, прочь от оков», — именно так звучат слова припева, зажигая оптимизм и жизнелюбие. В сюжете клипа музыканты «Арктиды» играют, закованные в настоящие кандалы, и не останавливаются играть даже под натиском пуль.— MastersLand.com 

## Список композиций
| №   | Название                                              | Текст песни                                 | Музыка                 | Длительность |
| --- | ----------------------------------------------------- | ------------------------------------------- | ---------------------- | ------------ |
| 1.  | «Клич победы»                                         | —                                           | Д. Машков              | 1:20         |
| 2.  | «Войны великой Руси»                                  | К. Савченко                                 | Д. Машков, К. Савченко | 4:13         |
| 3.  | «Последняя цель»                                      | К. Савченко                                 | Д. Бурлаков            | 2:59         |
| 4.  | «Невинный»                                            | К. Савченко                                 | К. Савченко            | 3:15         |
| 5.  | «Забери свою свободу»                                 | В. Лебедев                                  | В. Лебедев             | 4:38         |
| 6.  | «На горизонте»                                        | К. Савченко                                 | К. Савченко            | 3:48         |
| 7.  | «Высота»                                              | В. Лебедев                                  | Д. Бурлаков            | 3:13         |
| 8.  | «Большая вода»                                        | К. Савченко                                 | К. Савченко            | 3:42         |
| 9.  | «Нечего терять»                                       | В. Лебедев                                  | Д. Бурлаков            | 3:15         |
| 10. | «Новый день»                                          | В. Лебедев                                  | Д. Бурлаков            | 2:58         |
| 11. | «Осень»                                               | В. Лебедев                                  | Д. Машков              | 3:44         |
| 12. | «Там куда ты идёшь»                                   | Д. Бурлаков                                 | Д. Машков              | 3:28         |
| 13. | «Море водки»                                          | К. Савченко                                 | К. Савченко            | 2:42         |
| 14. | «Уходи»                                               | В. Лебедев                                  | Д. Машков, Д. Бурлаков | 3:23         |
| 15. | «Избранные» (кавер на Dream Evil — «The Chosen ones») | Dream Evil, перевод: Д. Машков, Д. Бурлаков | Dream Evil             | 4:37         |
| 16. | «Отпускаю»                                            | Д. Бурлаков                                 | Д. Машков              | 2:58         |
| 17. | «Нечего терять» (симфо-версия)                        | В. Лебедев                                  | Д. Бурлаков            | 3:39         |

## Участники записи

### Запись альбома
| Денис      | Бурлаков   | — гитара     |
| Дмитрий    | Машков     | — клавишные  |
| Валерий    | Золотаев   | — бас-гитара |
| Александр  | Овчинников | — ударные    |
| Константин | Савченко   | — вокал      |

### Съёмка клипа «На горизонте»
Съёмочная группа «May Production»
| Андрей | Харзеев  | — режиссёр |
| Мария  | Залуцкая | — продюсер |
| Михаил | Коган    | — оператор |
| Никита | Дейнего  | — монтажёр |